# 「っす」体
「っす」体（っすたい）は、新しい丁寧語である「（っ）す」を用いた日本語の敬体。後輩口調（こうはいくちょう）とも俗称される。後にこれと似た「ス体」が提唱されたが、こちらは「（っ）す」が「マジ」や「ヤバい」といった言葉と同時に使われる際の、言葉に限らずジェスチャーや服装までも含んだスタイルを指す語であり、文体のみに着目した「っす」体とは異なる。この「（っ）す」は新しいとはされるが、1954年（昭和29年）の新聞に掲載された漫画で、既に「す」を用いた台詞が確認されるため、使用の実態にはある程度の歴史があると見られる。
「っす」体の使用は、フォーマルな場では無作法であると強く戒められる一方で、若年層の男性を中心に拡大していった。「っす」体には派生的な用法も確認されているが、その中には丁寧語としての機能を喪失した物さえ含まれている。

## 基本的な用例
|        | 伝統的 丁寧語 | ですます 体 | っす 体   |
| ------ | ------------- | ----------- | --------- |
| 形容詞 | ございます    | です        | （ っ）す |
| 名詞   | です          | です        | （ っ）す |
| 動詞   | ます          | ます        | （ っ）す |

丁寧語は伝統的には述語の品詞に応じて「ございます」「です」「ます」を使い分ける三系列の構造であったが、形容詞に接続される「ございます」がやがて名詞と同様の「です」に置き換えられて、ですます体という現代の二系列の構造に変化を遂げた。「っす」体では系列が更に減少し、形容詞・名詞・動詞の全てに「（っ）す」が接続される。例えば、名詞や形容詞の場合は「僕は野球部（っ）す」「毎日忙しい（っ）す」のようにそのまま接続され、動詞の場合には「練習するんす」のように準体助詞「の」で名詞化して接続する。「練習する（っ）す」のように動詞の終止形に対して直接接続することもあるが、こちらは使用頻度が低い。更に、「（っ）す」が接続されるケースには「こんにちはっす」（こんちわっす、こんちゃっす）のような「ございます」「です」「ます」が通例では接続しなかったものも観察されている。
また「忙しい（っ）すか？」のように「です」「ます」と同じく終助詞を接続する事も可能である。

## 普及の経緯および背景
「（っ）す」という丁寧語がいつ頃から使用され始めたかは明らかではないが、1954年10月12日朝日新聞に掲載された漫画『サザエさん』に既に「す」を用いた台詞が確認されている。なお、ですます体が確立した時期はこれに前後する1952年である。
1970年代に関する聞き取り調査によれば、この頃は運動部の学生や職人の若者が「っす」体を使用していたとされる。またこの時期ドラマでとび職を演じた男優が、自分のセリフの中には「っす」体のものが多かったとも答えている。1990年代には二十代の男性を中心に「（っ）す」の使用は更に拡大した。2000年代には、体育会系のような上下関係の厳しい組織では女性も使用することが確認されている。2021年現在、「っす」体の中でも特に形容詞への接続は普及の只中にあり、今後は低文体の共通語表現として定着するものと予測されている。
日本語話者は敬語に対して保守的な傾向が強く、「っす」体は激しい反発を受けてきた。若者ことばと見なされる「っす」体が年配の話者から非難される事は不自然なことではないが、同じ若者である女子大生を対象として2016年度に行われたアンケートにおいても、この文体を使わない層からは「きたないことばだと思う」「（自分に使われたら）馬鹿にされてるのかと思う」「彼氏が使っていたら嫌だ」「使う人は家族に紹介できない」などと厳しい評価が返されている。この逆風にもかかわらず、「っす」体は衰退することなくむしろ普及の途上にある。普及の動機として専門家が共通して挙げるのは、この文体が敬意と親しみを同時に表現できるという点である。かつて上下関係に基づいて使い分けられるものであった日本語の敬語は、現在では親疎関係に基づいた使い分けがより重視されるように変化している。「親疎関係に基づく」とは面識のない人物を仲間よりも丁重に扱うということであるが、裏を返せば「仲間と見なされていない」という疎外感を相手に与えるリスクが敬語に内包されるようになったことも意味する。敬意と親しみを同時に表すという「っす」体の性質は、この込み入った敬語の現状を解決するための一助となる。

## その他の用法
前節で述べた通り「っす」体は敬意と親しみを同時に表現することが可能であるが、この他にも様々な機能・用法があると指摘されている。
倉持は「っす」体には使用者の知性を隠蔽する機能があるという仮説を立てている。正規の敬語からは知的で気取ったイメージを聞き手に読み取られうるが、大学生がアルバイトとして単純労働に従事する場合など、こうしたイメージは使用者にとってしばしば不利に働く。とはいえ何らかの手段で敬意を示す需要は依然として残るため、崩れた「っす」体によりこれを伝えつつ同時に自らの知性を消臭する動機が発生する。中村も、教養がないと思われる人物と会話する際には相手を気遣って敢えて「（っ）す」を使用することがある、という趣旨の説明をするインターネット上の匿名投稿を紹介している。
元来は丁寧語であった「（っ）す」から話者への敬意が希薄化し、時には消失したとさえ考えられる例が観測される。「ういっす」「うす」「おす」と言った、「（っ）す」がその一部として取り込まれたと考えられるあいさつ言葉は、「っす」体の使用が許容される集団の中にあっても目上の人物に対して使用される事はほぼない。こうした言葉では敬意を表現するという「（っ）す」本来の機能はほぼ失われ、単に親愛の情を示すために使用されていると考えられる。
「っす」体の普及と体育会系的な集団の関係は既に触れた通りだが、この集団を外から観察する者にとっては「っす」体は（元々はそうした性質をもっていた訳ではないにもかかわらず）体育会系クラブの後輩特有の言葉使いであると映る。即ち「っす」体はその使用者が体育会系に属する人物であるという指標的意味を持つようになり、体育会系を示す役割語としても使用される。加えて、男性間性交渉者が出会い系サイトにおいて「（自分は）短髪髭 毛深いっす」のような形で「っす」体を用いることがあるが、男性的な魅力を尊ぶ彼らは自らが体育会系的な性的魅力の持ち主であるとアピールするために「っす」体を使用しているのではないかと考察される。このアピールにおいては、「っす」体の使用者が実際に体育会系出身であるか否かは問題とならない。